# Esther Sullastres
Esther Sullastres Ayuso (Torroella de Montgrí, 20 marzo 1993) è una calciatrice spagnola, portiere del Siviglia e della nazionale spagnola.

## Statistiche

### Presenze e reti nei club
Statistiche (parziali) aggiornate al 18 maggio 2025.
| Stagione        | Squadra         | Campionato      | Campionato | Campionato | Coppe nazionali | Coppe nazionali | Coppe nazionali | Coppe continentali | Coppe continentali | Coppe continentali | Altre coppe | Altre coppe | Altre coppe | Totale | Totale |
| Stagione        | Squadra         | Comp            | Pres       | Reti       | Comp            | Pres            | Reti            | Comp               | Pres               | Reti               | Comp        | Pres        | Reti        | Pres   | Reti   |
| --------------- | --------------- | --------------- | ---------- | ---------- | --------------- | --------------- | --------------- | ------------------ | ------------------ | ------------------ | ----------- | ----------- | ----------- | ------ | ------ |
| 2012-2013       | Barcellona      | PD              | 10         | 0          | CR              | ?               | ?               | UWCL               | 1                  | 0                  | -           | -           | -           | 11+    | 0      |
| 2021-2022       | Siviglia        | PD              | 24         | 0          | CR              | -               | -               | -                  | -                  | -                  | -           | -           | -           | 24     | 0      |
| 2022-2023       | Siviglia        | PD              | 23         | 0          | CR              | 1               | 0               | -                  | -                  | -                  | -           | -           | -           | ?      | ?      |
| 2023-2024       | Siviglia        | PD              | 23         | 0          | CR              | 2               | 0               | -                  | -                  | -                  | -           | -           | -           | 25     | 0      |
| 2024-2025       | Siviglia        | PD              | 28         | 0          | CR              | 1               | 0               | -                  | -                  | -                  | -           | -           | -           | 29     | 0      |
| Totale Siviglia | Totale Siviglia | Totale Siviglia | 98         | 0          | -               | 4               | 0               | -                  | -                  | -                  | -           | -           | -           | 78     | 1      |
| Totale carriera | Totale carriera | Totale carriera | 108        | 0          | -               | 4               | 0               | -                  | 1                  | 0                  | -           | -           | -           | 113    | 0      |

## Palmarès

### Club
- Campionato spagnolo: 1

Barcellona: 2012-2013
- Coppa della Regina: 1

Barcellona: 2013

### Nazionale
- Algarve Cup: 1

2017